# Ecnomus alkmene
Ecnomus alkmene är en nattsländeart som beskrevs av Malicky och Chantaramongkol 1997. Ecnomus alkmene ingår i släktet Ecnomus och familjen trattnattsländor. Inga underarter finns listade i Catalogue of Life.